# 長春軌道交通2000系電車
長春軌道交通2000系電車(ちょうしゅんきどうこうつう2000けいでんしゃ)は、長春軌道交通の3号線および4号線で運行されているLRT車両である。

## 概要
2000系は、2006年から2007年にかけて中国北車長春軌道客車によって20編成60両が製造された。ドアはプラグ式で、車体は低床率70％の部分低床構造である。現在、長春軌道交通の3号線および4号線で運行されている。車両の塗色は3種類で、車両番号201,206-211,218-220は赤色、203-205は銀色、202,212-217は水色となっている。ドアは博得交通設備製、空調装置は広州中車軌道交通装备製のDLD30型である。VVVF制御装置は、201-219はABB製、220は大連電牽製をそれぞれ搭載する。マスコンの段数は、力行は7段、制動は10段で、油圧ブレーキ装置はクノールブレムゼが担当している。

## 編成
|              | QKZ3/CCQG2000← 長春長影世紀城 → |                  |                        |
| 形式         | QK14 (Mc1)                      | QK17 (T1)        | QK14 (Mc2)             |
| パンタグラフ |                                 | ＞               |                        |
| 運転台       | ○                               |                  | ○                      |
| 主要機器     | 主電動機/VVVF/空調装置          | パンタグラフ/SIV | 主電動機/VVVF/空調装置 |
| 台車         | 電動(回転)                      | 付随             | 電動(回転)             |
| 定員         | 100名                           | 45名             | 100名                  |

|              | QKZ3/CCQG2000← 長春長影世紀城 → |                  |                   |                   |                  |               |
| 形式         | QK14 (Mc1)                      | QK17 (T1)        | QK14G (Ms1)       | QK14G (Ms2)       | QK17 (T2)        | QK14 (Mc2)    |
| パンタグラフ |                                 | ＞               |                   |                   | ＜               |               |
| 運転台       | ○                               |                  |                   |                   |                  | ○             |
| 主要機器     | 主電動機/VVVF                   | パンタグラフ/SIV | 空調装置/主電動機 | 空調装置/主電動機 | パンタグラフ/SIV | 主電動機/VVVF |
| 台車         | 電動                            | 付随             | 電動(回転)        | 電動(回転)        | 付随             | 電動          |
| ユニット     | ①                               | ①                | ①                 | ②                 | ②                | ②             |
| 定員         | 100名                           | 50名             | 100名             | 100名             | 50名             | 100名         |

|              | QKZ3/CCQG2000← 長春駅北車場 → |                  |                        |
| 形式         | QK14 (Mc1)                    | QK17 (T1)        | QK14 (Mc2)             |
| パンタグラフ |                               | ＞               |                        |
| 運転台       | ○                             |                  | ○                      |
| 主要機器     | 主電動機/VVVF/空調装置        | パンタグラフ/SIV | 主電動機/VVVF/空調装置 |
| 台車         | 電動(回転)                    | 付随             | 電動(回転)             |
| 定員         | 100名                         | 45名             | 100名                  |

## 事故など
- 2011年7月15日午前11時頃、衛光街付近で自動車と衝突し[7]、約1時間停電した。 この事故により、乗客1人が負傷した。
- 2012年7月25日午後5時頃、臨河街付近で201編成の主電動機が燃えるトラブルが発生し、8月に中国北車長春軌道客車へ送り込まれた。車両はオーバーホールされた後、2013年1月18日に運転再開した。[要出典]